# グスタフ・ハートラウプ

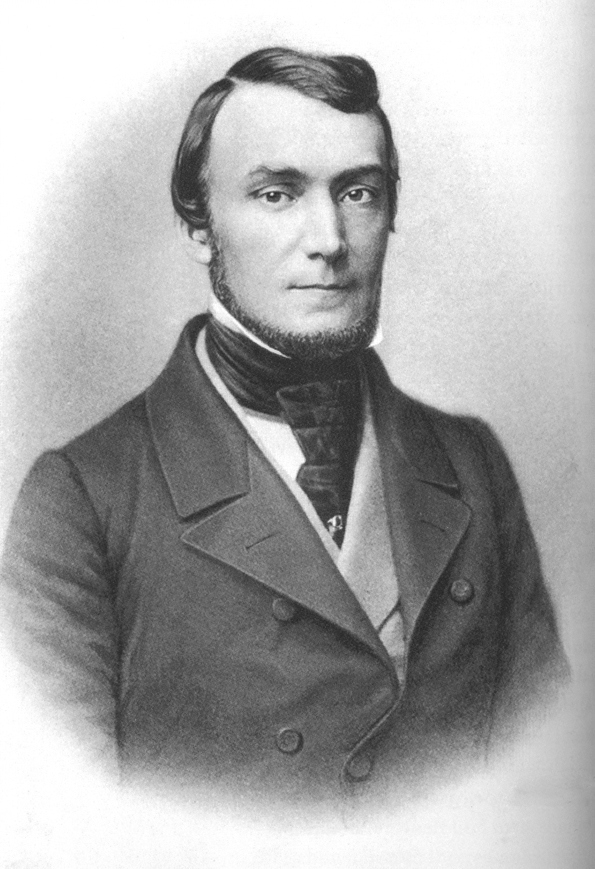
グスタフ・ハートラウプ

グスタフ・ハートラウプ（Karel Johan Gustav Hartlaub、1814年11月8日 - 1900年11月29日）はドイツの医師、鳥類学者である。

## 略歴
ブレーメンの豊かな商人の家に生まれた。ボン大学、ベルリン大学、ゲッティンゲン大学で学び、1838年に医学の博士号を得た。1840年から鳥類の収集のための調査旅行を始め、収集した標本はブレーメンの自然史博物館に寄付した。1844年までに標本数は2000に達し、いくつかの種について、新種記載した。1852年に、ジャン・ルイ・キャバニス(Jean Louis Cabanis)  を助手にして、ドイツ語の鳥類学術誌としては初めてとなる鳥類雑誌を創刊した。1857年にドイツの科学アカデミーレオポルディーナの会員に選ばれた。
アフリカ最終旅行の後、1857年に主著『西アフリカ鳥類の分類』(System der Ornithologie Westafrica's)を出版し、750あまりの鳥類の記載を行った。1860年にマダガスカルの鳥類の調査を行った。探検家のオットー・フィンシュと共著の著作や、フィンシュのポリネシアの鳥類に関する著作も支援した。
カモ科の、Pteronetta hartlaubii（和名:シラガガモ）やノガン科のLissotis hartlaubii（和名:クロビタイチュウノガン）など多くの鳥類に献名されている。

## 著書の図版
フィンシュと共著の"Die Vögel Ost-Afrikas"の図版

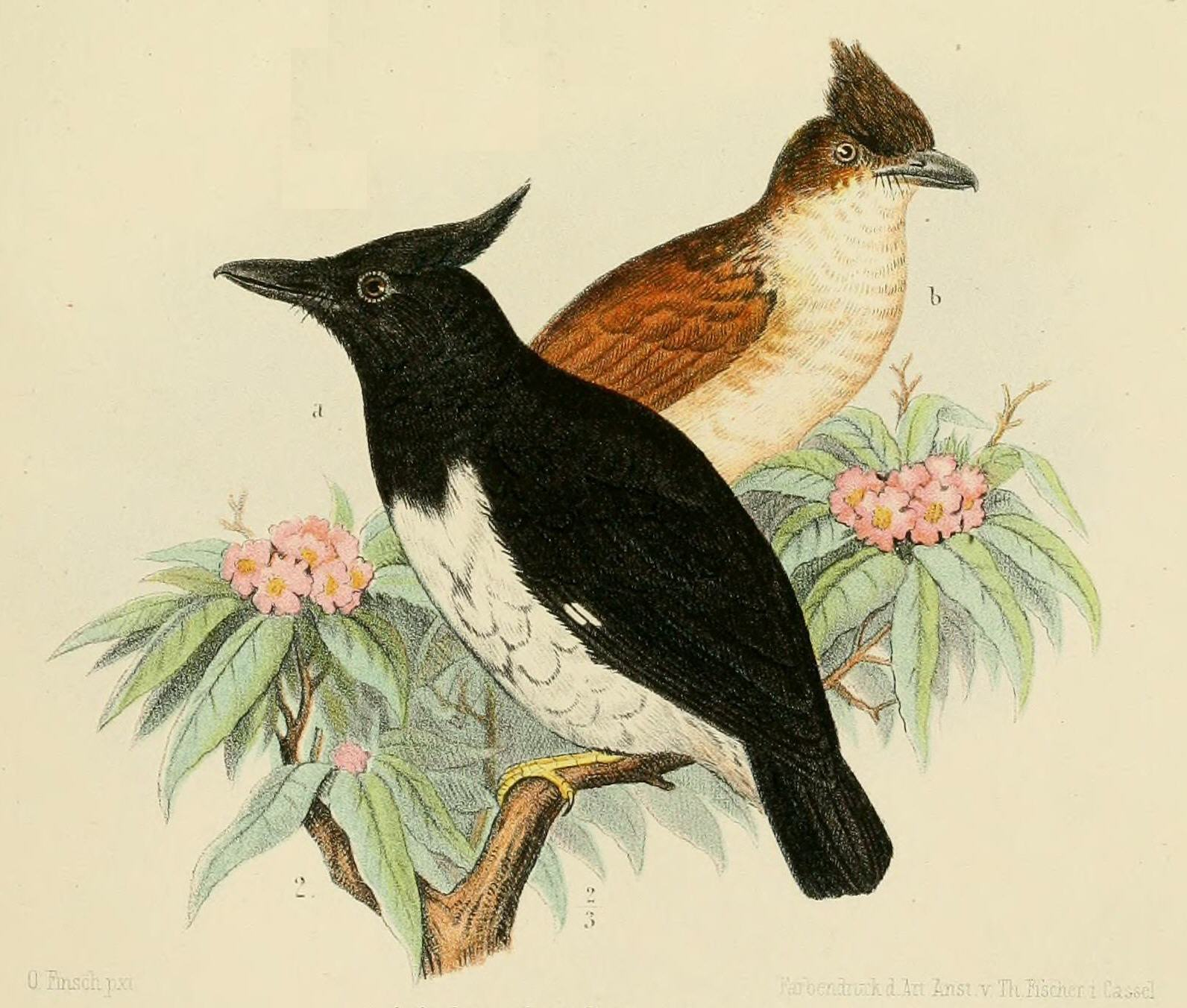
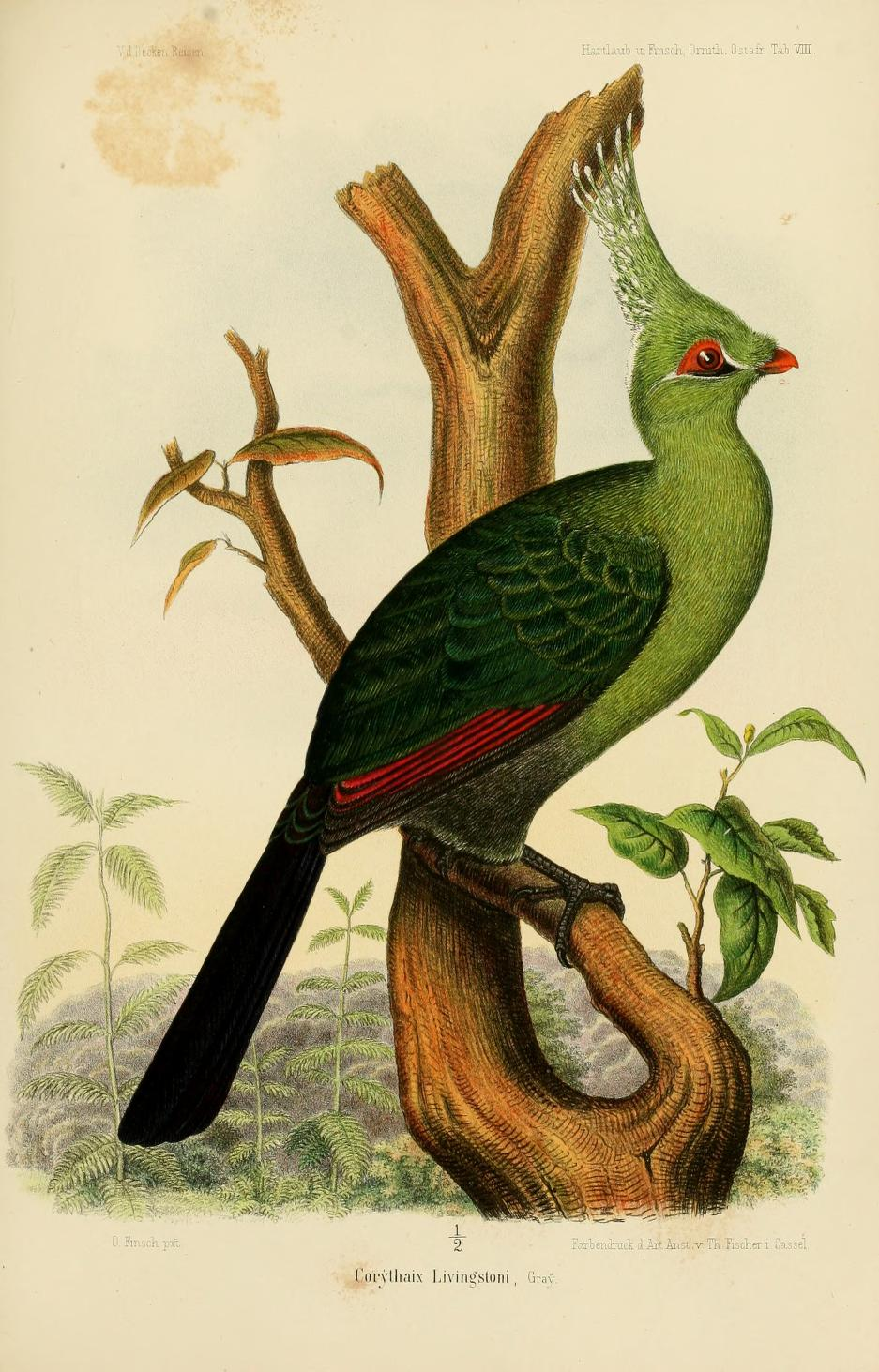
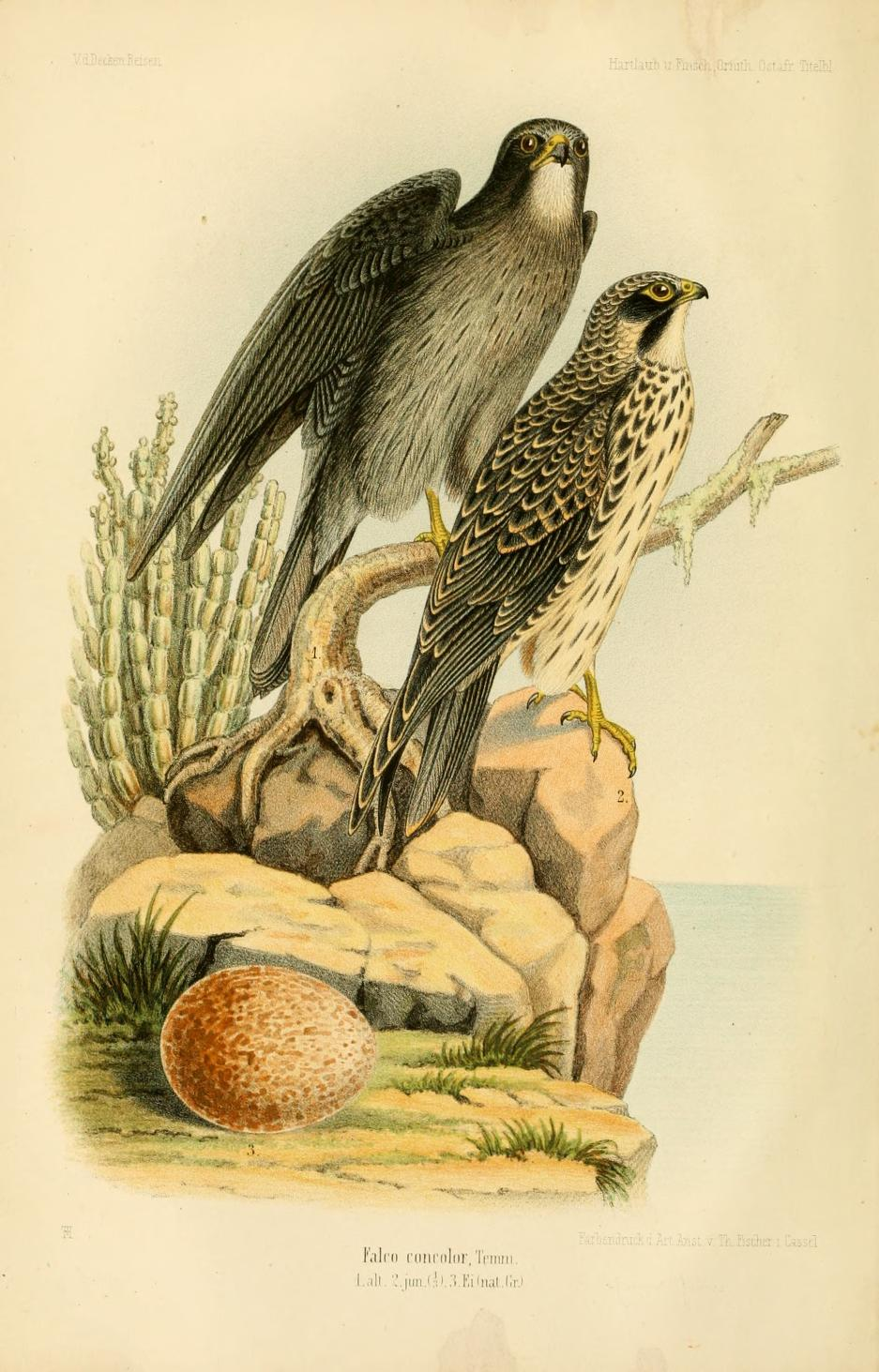
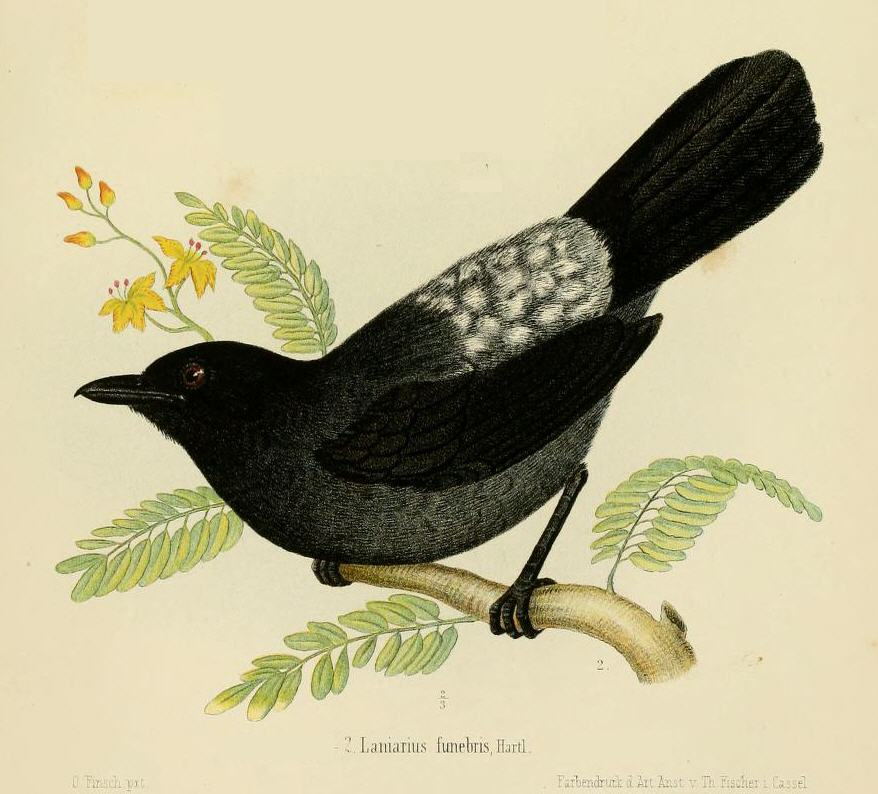